# ریدنبرگ
ریدنبرگ (به آلمانی: Riedenberg) یک شهر در آلمان است که در Bad Kissingen واقع شده‌است. ریدنبرگ ۱٬۰۶۵ نفر جمعیت دارد.